# フットルース (プロレス)
フットルース（Footloose）は、1980年代後半から1990年初頭にかけて全日本プロレスで活動していた、プロレスラーの川田利明とサムソン冬木によるタッグチーム。

## 概要
チーム結成は1985年末、川田利明と冬木弘道のアメリカ修行時代にさかのぼる。当時、テキサス州サンアントニオのテキサス・オールスター・レスリング（TASW）にて、両者はジャパニーズ・フォース（Japanese Force）なるタッグチームを組んでおり、若手時代のショーン・マイケルズ&ポール・ダイヤモンドのアメリカン・フォースと抗争を展開していた。
帰国後、両者は一時的に反目していたものの、1987年に揃って天龍同盟に参加。その後はフットルース（Footloose）のチーム名のもと本格的なタッグチームとして活動し、1988年3月9日にマイティ井上&石川隆士からアジアタッグ王座を奪取。以降、同年9月9日に仲野信市&高野俊二、1989年6月5日にカンナム・エクスプレス（ダニー・クロファット&ダグ・ファーナス）にタイトルを奪われるも、ロックンロール・エクスプレス（リッキー・モートン&ロバート・ギブソン）、ジェリー・オーツ&ジョニー・スミス、ジャイアント馬場&小橋健太、クロファット&トム・ジンク、ザ・ファンタスティックス（ボビー・フルトン&トミー・ロジャース）などのチームを相手に防衛戦を行い、1990年3月2日にカンナム・エクスプレスに敗れるまで、通算3回にわたって同王座を獲得した。
アジアタッグ王座陥落後の1990年4月に天龍同盟が解散し、冬木が全日本プロレスを退団してSWSへ移籍したためチームは自然消滅。その後、冬木軍プロモーションなどの興行において、冬木が金村キンタローとのコンビで限定復活させている。

## タイトル歴
全日本プロレス
- アジアタッグ王座：3回（第45・47・49代）[2]

## 入場テーマ曲
- Footloose（ケニー・ロギンス）